# Авиашлем

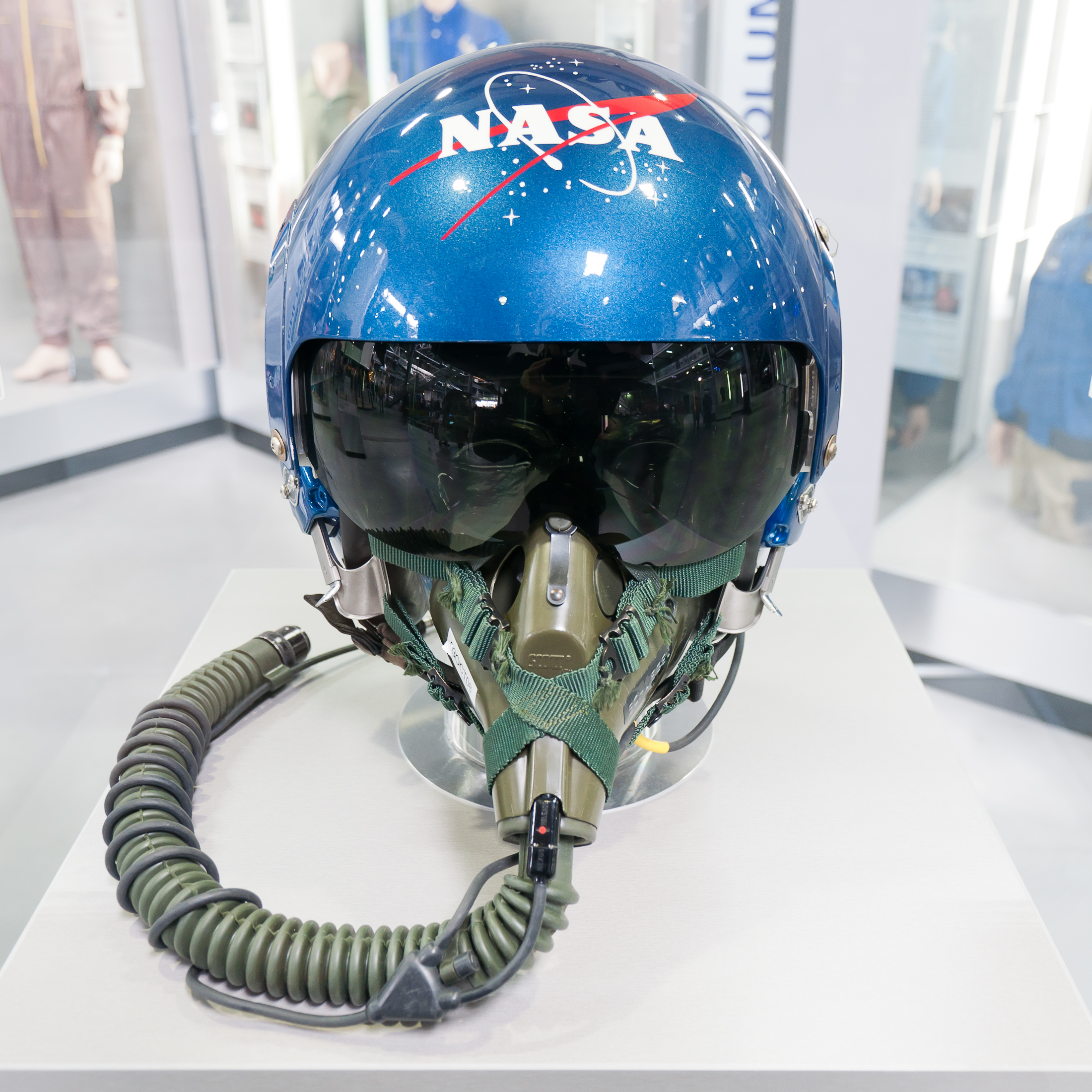
Авиашлем NASA для самолёта Northrop T-38 Talon

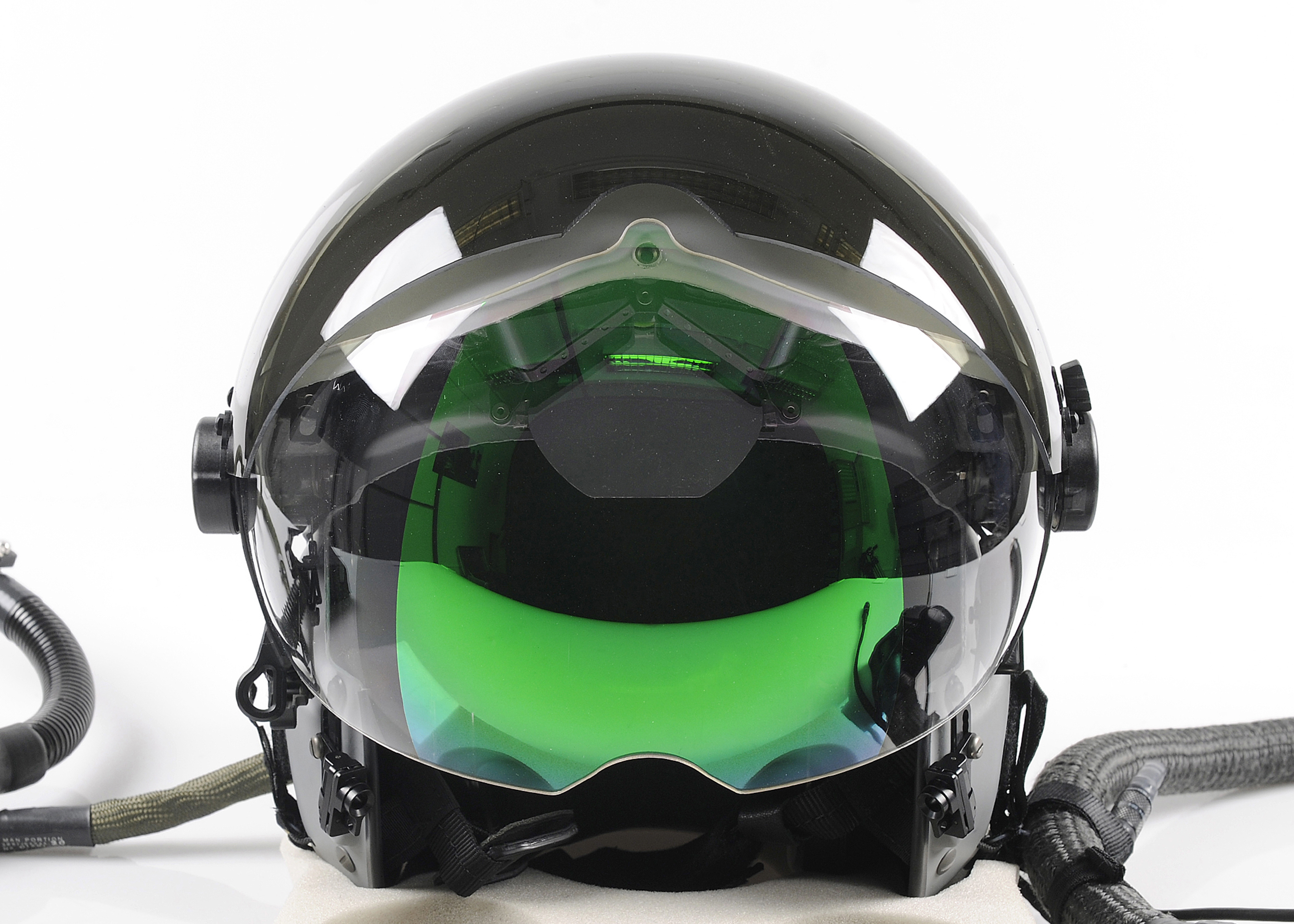
Лётный шлем HMSS Еврофа́йтер Тайфун британских ВВС. HMSS Helmet Mounted Symbology System — обеспечивает отображение полётной (приборной) информации на лицевом щитке шлема.

Авиационный шлем или Авиашлем, Лётный шлем, Шлем лётчика, Шлем пилота (в официальной авиационной документации Союза ССР/России принят термин «ЗШ» — защитный шлем) — индивидуальное средство защиты лётного состава. 
Шлем лётчика является разновидностью шлемофона и представляет собой пластиковую (или металлическую) конструкцию (оболочку), оборудованную средствами связи, светофильтром, креплением для кислородной маски, а также другими техническими приспособлениями, в зависимости от модели и модификации. Шлем предназначен для защиты головы от ударов и для правильного взаимодействия с воздушным потоком при катапультировании. ЗШ производства Союза ССР выпускались только в белой или защитной зелёной окраске.

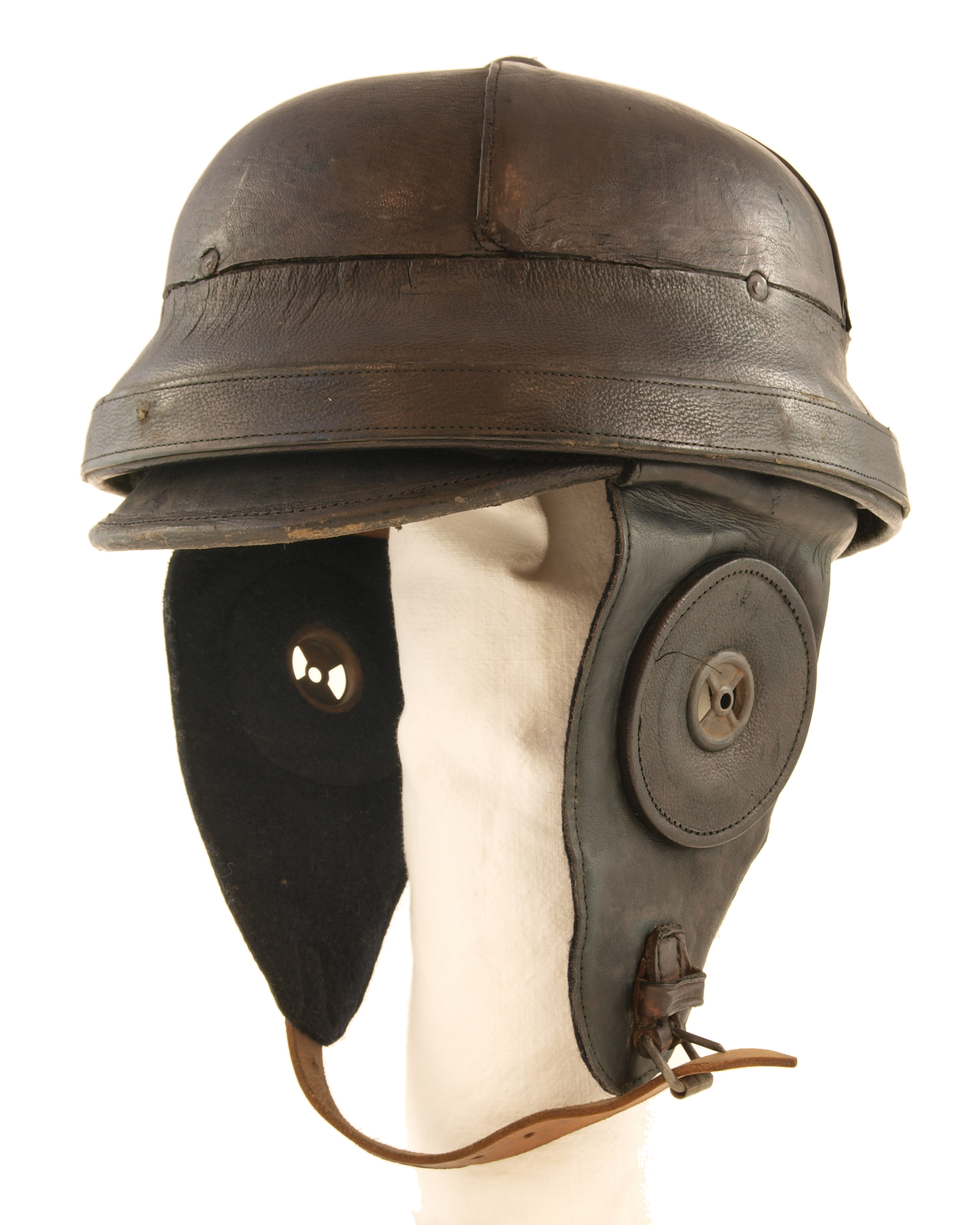
Немецкий кожаный авиашлем Первой мировой войны

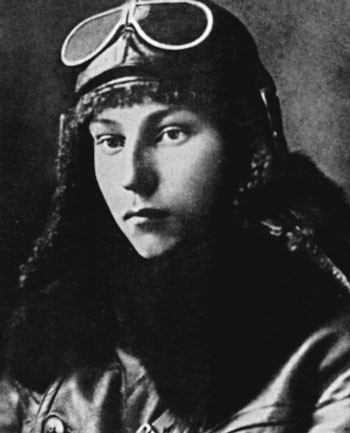
Лётчик А. И. Покрышкин, в 1940 году.

Лётный шлем (шлемофон) периода Первой мировой войны был кожаный, имел крепления для наушников, кислородной маски и съёмные защитные очки. В дальнейшем, на кожаные шлемы стали надевать защитные шлемы. В настоящее время ЗШ является единым изделием.
В современные шлемы встраиваются различные навигационные приборы, датчики и экраны для вывода данных.
Основной тип, применяемый в ВВС России — авиационный шлем серии ЗШ-3, ЗШ-5, ЗШ-7.
Примечание.
Необходимо отметить, что до настоящего времени на маломанёвренных или дозвуковых летательных аппаратах военного назначения достаточно широко применяются кожаные шлемофоны либо гарнитура. В гражданской авиации используются преимущественно гарнитура, реже — шлемофоны, а пластиковые ЗШ вообще никогда не применяются.
Для инженерно-технического состава авиации промышленностью выпускаются мягкие защитные шлемы летние и зимние, оборудованные средствами связи или без таковых.

## Расшифровка модификаций ЗШ-7
- ЗШ-7 базовая (опытная) модель. Без пяти отверстий и без пиропатронов закрывания светофильтра;
- ЗШ-7А — основной тип. Появились пять отличительных отверстий, окантованных металлическими шайбами, уменьшающих действие аэродинамических сил при катапультировании и автоматический пиромеханизм опускания светофильтра;
- ЗШ-7АП — возможность монтирования НВУ-7;
- ЗШ-7АПН — отличается от 'АП' низкоомными телефонами (в 'А' и 'АП' — высокоомные);
- ЗШ-7АС — встроенная гарнитура специальной связи;
- ЗШ-7АПС — отличается от 'АС' возможностью монтирования НВУ-7;
- ЗШ-7АБ — отличается от 'АС' противоосколочной защитой каски и светофильтра. В конструкции кроме стеклопластика применен кевлар;
- ЗШ-7В — вертолетный. В основе ЗШ-7АБ, но с НВУ и без аэродинамических отверстий. Отличается также защитным (зеленым) цветом.

Расшифровка буквенных обозначений (литер), применяемых в маркировке ЗШ:
- А — Автоматический (пиромеханизм),
- П — Прицел (кронштейн НВУ),
- Н — Низкоомный (низкоомная гарнитура),
- С — Связной (спец.связь),
- Б — Бронированный,
- В — Вертолетный.

## Физико-механические показатели материала оболочки ЗШ-7
- Плотность — не менее 1,6 г/см3;
- Ударная вязкость — 98,1 кДж/м2;
- Прочность при растяжении — 353 МПа;
- Разрушающее напряжение при изгибе — 372,6 МПа;
- Не дает трещин при деформации при температурах от −50 до +50 градусов по Цельсию;
- Не горит более 5 с после удаления из пламени;
- Водопоглощение — 0,5 %.